# Valery Arce
Valery Arce (* 7. Dezember 2006) ist eine kolumbianische Leichtathletin, die sich auf den Dreisprung spezialisiert hat.

## Sportliche Laufbahn
Erste internationale Erfahrungen sammelte Valery Arce im Jahr 2022, als sie bei den U20-Weltmeisterschaften in Cali mit einer Weite von 12,94 m in der Qualifikationsrunde im Dreisprung ausschied. Anschließend siegte sie mit 12,30 m bei den U18-Südamerikameisterschaften in São Paulo sowie mit 12,95 m bei den U23-Südamerikameisterschaften in Cascavel. Im Jahr darauf gewann sie bei den Ibero-Amerikanischen-U18-Meisterschaften in Lima mit 12,44 m die Goldmedaille und sicherte sich bei den U20-Südamerikameisterschaften in Bogotá mit 12,94 m die Silbermedaille. 2024 gewann sie bei den U20-Südamerikameisterschaften in Lima mit 12,43 m die Silbermedaille und anschließend verpasste sie bei den U20-Weltmeisterschaften ebendort mit 12,50 m den Finaleinzug. Im September gewann sie bei den U23-Südamerikameisterschaften in Bucaramanga mit 13,17 m die Silbermedaille hinter der Brasilianerin Regiclécia Cândido.
2024 wurde Arce kolumbianische Meisterin im Dreisprung.

## Persönliche Bestleistungen
- Weitsprung: 5,64 m (−1,2 m/s), 15. Juli 2023 in Bogotá
- Dreisprung: 13,17 m (+0,8 m/s), 29. Juni 2024 in Bucaramanga